# Melánie Mladší
Svatá Melánie Mladší (383, Řím – 31. prosince 439, Jeruzalém) je křesťanská světice, pouštní matka, která žila v době vlády císaře Flavia Honoria, syna Theodosia I. Z otcovy strany byla vnučkou sv. Melánie Starší.

## Stručný životopis

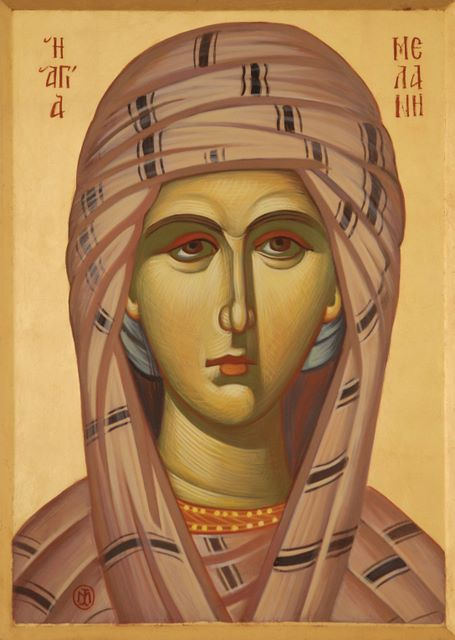
Ikona Svaté Melánie Mladší

Narodila se roku 383 Valeriovi Publicolovi (syn Valeria Maxima Basilia a jeho ženy Melánie Starší) a Albině. Když jí bylo čtrnáct let, byla vdaná za svého bratrance Valeria Piniana. Po předčasném úmrtí jejích dvou dětí ona a její manžel konvertovali ke křesťanství a oba zachovávali do konce života celibát. Když dědila bohatství po svých rodičích, rozdala vše chudým. Melánie a Pinián opustili roku 408 Řím a odešli na Sicílii, kde dva roky žili klášterním životem. Roku 410 odcestovali do Afriky, kde se spřátelili se svatým Augustinem a věnovali se zbožnému životu a charitativní práci. Společně založili klášter, kde byla Melánie představenou, a také klášter, kterého se ujal Pinián. Roku 417 cestovali do Palestiny, kde Melánie žila v poustevně na Olivové hoře, kde také založila svůj druhý klášter. Po smrti Piniána roku 420 postavila klášter pro muže a kostel, kde strávila zbytek svého života. Zemřela roku 439.